# Series/1

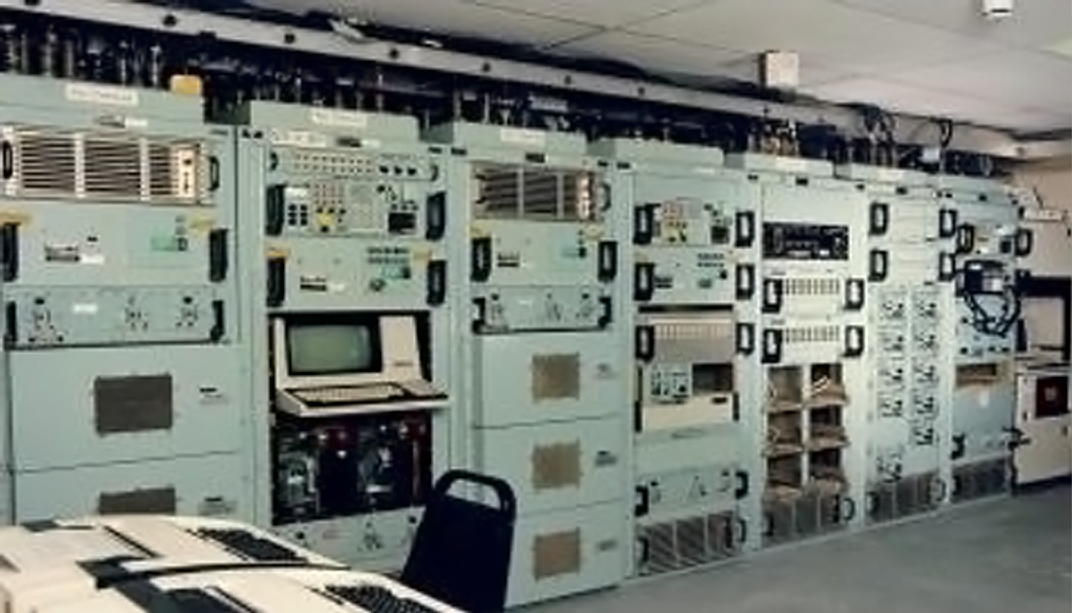
Das Strategic Automated Command and Control System der Amerikanischen Luftwaffe zur Koordination des Atomwaffenarseals auf Basis der IBM Series/1 (2016)

Die IBM Series/1 Computer waren 16-bit Minirechner, welche 1976 vorgestellt wurden als Konkurrent zur PDP-11 von Digital Equipment Corporation und ähnlichen Geräten von Data General und HP.  Series/1-Rechner wurden  gewöhnlich zur Steuerung und Betrieb externer elektromechanischer Komponenten eingesetzt. 
Für die Series/1 gab es zwei unterschiedliche Betriebssysteme: Event Driven Executive (EDX) oder Realtime Programming System (RPS).  Systeme mit EDX wurden meist mittels Event Driven Language (EDL) programmiert, obwohl es mit Fortran IV, PL/1, Cobol und Pascal auch Hochsprachen gab. 
Die Series/1 nutzte intern die Zeichenkodierung EBCDIC und lokal angeschlossene EBCDIC-Terminals, ASCII-basierte, entfernte Terminals und Geräte konnten über eine I/O-Karte mit einer RS-232-Schnittstelle verbunden werden.  
Die Produktion der IBM Series/1-Rechner wurde Ende der 1980er Jahre eingestellt.

## Modelle
- Model 2 (IBM 4952)
- Model 3 (IBM 4953)
- Model 4 (IBM 4954)
- Model 5 (IBM 4955)
- Model 6 (IBM 4956)

## Anwendungen der Series/1

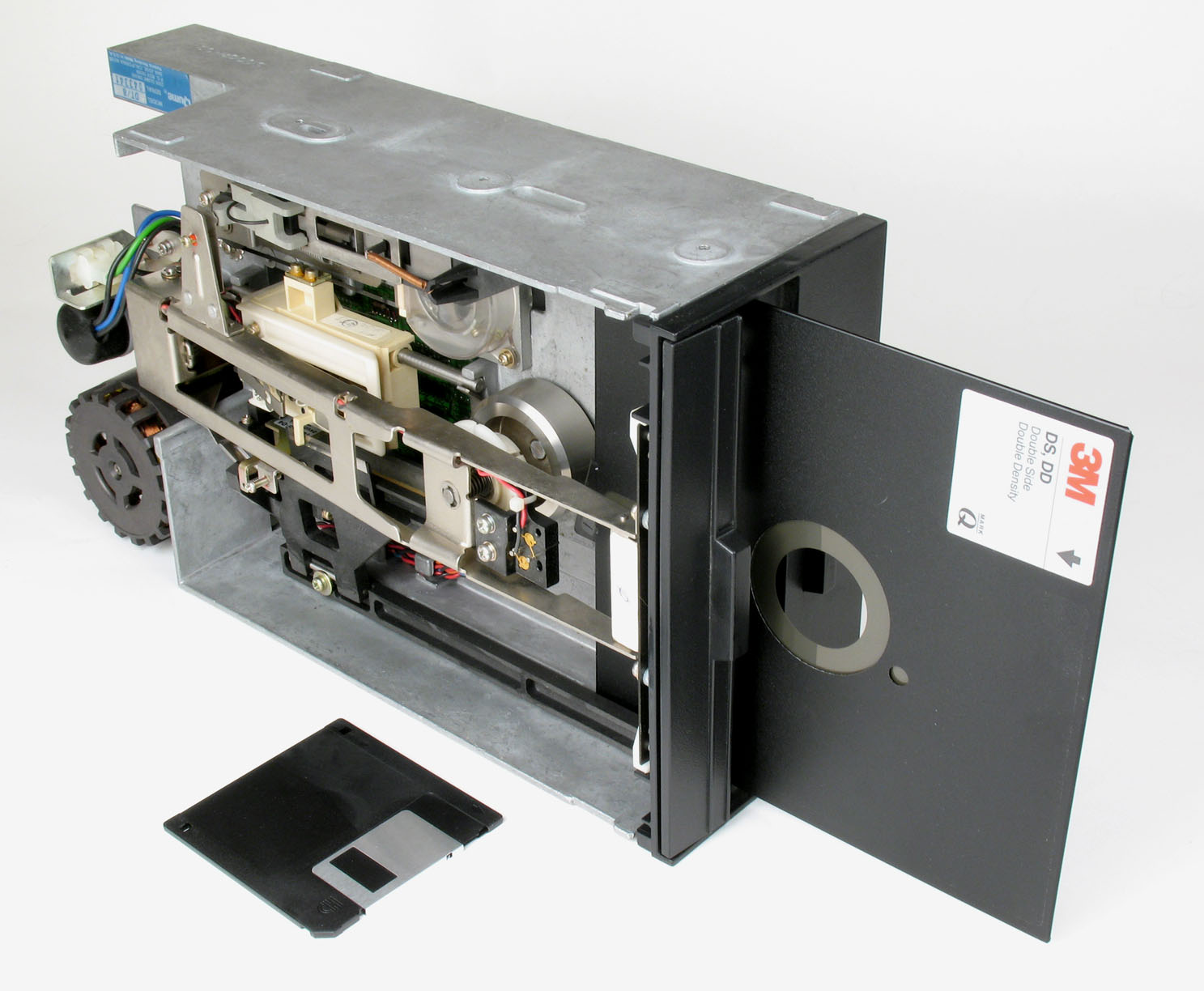
8-Zoll-Diskettenlaufwerk

Series/1-Rechner wurden unter anderem in der Fertigung bei General Motors eingesetzt.
Auch das United States Marine Corps war ein Großkunde für Series/1. Die Deutsche Bundespost setzte bis Ende der 1980er-Jahre flächendeckend Series/1-Computer als Zugangsrechner für das Bildschirmtext-System ein.
Der US-Rechnungshof bemängelte 2016, dass mit der Series/1 veraltete Technik für das „Strategic Automated Command and Control System“ (SACCS) eingesetzt wird. Mit dem SACCS wird das amerikanische Atomwaffenarsenal an Interkontinentalraketen und Langstreckenbombern koordiniert. Im Zuge der Modernisierung wurden 2019 die 8-Zoll-Diskettenlaufwerke durch moderne SSDs ersetzt.